# Hans Renders
Johannes Wilhelmus (Hans) Renders (Aarle-Rixtel, 8 juni 1957) is hoogleraar geschiedenis en theorie van de biografie aan de Rijksuniversiteit Groningen en directeur van het Biografie Instituut, vanaf 2024 als honorair hoogleraar.   In 2025 verscheen onder redactie van David Veltman en Daniel Meister Biography across the Digitized Globe. Essays in Honour of Hans Renders (Brill).

## Levensloop
Begin 1985 begon hij als literair criticus voor de Brabant Pers en De Groene Amsterdammer. Hij schreef ook voor  Intermediair en de Leeuwarder Courant. In 1988 werd hij medewerker van NRC Handelsblad (tot 1995) en criticus voor Het Parool (van 1987 tot 2025) en Vrij Nederland. Van 1990 tot 2002 was hij vaste criticus voor De Journalist. Vanaf 2025 is hij criticus voor EW Magazine.
In 1998 promoveerde hij op een biografie van de dichter Jan Hanlo en werd docent aan het Instituut voor Geschiedenis en Journalistiek van de Rijksuniversiteit Groningen. In 2000 publiceerde hij bij De Bezige Bij het boek Braak, over het vermaarde tijdschrift van de Vijftigers waarin onder anderen Remco Campert en Lucebert publiceerden. In 2004 verscheen zijn biografie van dichter Jan Campert, Wie weet slaag ik in de dood, tegelijkertijd verscheen een door Renders bezorgde bloemlezing van de poëzie van Campert. Ook in 2004 verscheen van zijn hand Gevaarlijk Drukwerk. Een vrije uitgeverij in oorlogstijd. Van 2003 tot 2010 recenseerde hij boeken over journalistiek en (media)geschiedenis voor Media Facts en American Journalism History.
In 2004 werd Renders directeur van het Biografie Instituut dat werd opgericht onder de vleugels van de letterenfaculteit van de Rijksuniversiteit Groningen. Op 1 maart 2007 werd hij bijzonder hoogleraar Geschiedenis en Theorie van de Biografie en sinds 1 maart 2012 gewoon hoogleraar met dezelfde leeropdracht.
Tussen 2004 en 2015 verzorgde hij elke maand de boekenrubriek van het radioprogramma OVT en sinds 2016 elke derde zondag van de maand de biografieënrubriek 'Een Leven in Letters' voor het radioprogramma Met het Oog op Morgen. Van 2002 tot 2017 besprak hij (veelal) biografieën voor het Historisch Nieuwsblad. Hij is redacteur van Le Temps des Médias, Quaerendo. A Quarterly Journal from the Low Countries en ZL. Literair-historisch tijdschrift. Renders was van 2010 tot 2018 bestuurslid en vanaf die tijd lid van de Advisory Council van de Biographers International Organization, is voorzitter van de Stichting Het Biografisch Portaal van Nederland en vice-president van The Biography Society / La Société de Biography. Renders is mede-oprichter van de Jan Hanlo Essayprijs en jurylid van de Amerikaanse biografieprijs, de Plutarch Award en de Erik Hazelhoff Biografieprijs. Onder zijn auspiciën verschenen twee boekenseries met nieuwe en herdrukte biografieën: Tweede Leven bij De Bezige Bij en vanaf 2019 Over Leven bij uitgeverij Noordboek. Vanaf 2018 is hij hoofdredacteur van de Brill boekenserie Biography Studies.